# Martha Tabram
Martha Tabram, z domu Martha White, (ur. 10 maja 1849, zm. 7 sierpnia 1888) – brytyjska prostytutka zamordowana przez nieznanego sprawcę na terenie londyńskiej dzielnicy Whitechapel, niekiedy uznawana za ofiarę Kuby Rozpruwacza.

## Życiorys
Martha urodziła się 10 maja 1849 w Southwark w Londynie jako jedno najmłodsza z piątki dzieci magazyniera Charlesa Samuela White i jego żony Elizabeth Dowsett. W maju 1865 jej rodzice się rozeszli, a sześć miesięcy później ojciec nagle zmarł. Martha White związała się z pracującym jako pakowacz w magazynie Henrym Samuelem Tabramem. Do ślubu doszło 25 grudnia 1869. Dwa lata później para przeprowadziła się do rodzinnego domu Marthy. Z związku przyszło na świat dwoje dzieci: Frederick John Tabram (ur. luty 1871) i Charles Henry Tabram (ur. grudzień 1872).
Małżeństwo nie było szczęśliwe z powodu alkoholizmu Marthy Tabram, który finalnie doprowadził do jego rozpadu w 1875. Mimo porzucenia żony, Henry Samuel Tabram ciągle wypłacał jej na utrzymanie 12 szylingów tygodniowo. W 1876 Tabram znalazła sobie nowego partnera – stolarza Henry'ego Turnera. Gdy wieści o nowym związku kobiety, dotarły do jej byłego męża, zmniejszył wypłaconą kwotę do 2 szylingów. Tabram zamieszkała ze swymi dwoma synami w przytułku (workhouse) przy Thomas Street
W 1888 Turner nie posiadał regularnego źródła utrzymania, co zmusiło parę do zarabiania przez uliczną sprzedaż ozdóbek. Mieszkali wtedy na w 4 Star Place, w okolicach Commercial Road na terenie Whitechapel. W lipcu 1888, nie mogąc płacić zaległego czynszu, Turnet i Tabram wyprowadzili się. Mniej więcej w połowie tego miesiąca ich związek się rozpadł, a kobieta przeprowadziła się do pensjonatu na 19 George Street, Spitalfields.

## Śmierć

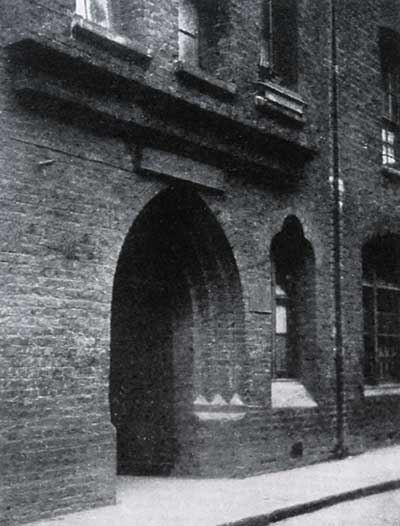
George Yard Buildings w których zginęła Martha Tabram

Noc bezpośrednią przed swoją śmiercią, Tabram spędziła pijąc z inną prostytutką Mary Ann Connelly, znaną jako Pearly Poll i dwójką żołnierzy w pubie Angel and Crown, w pobliżu George Yard Buildings. Ok. 23:45 kobiety opuściły pub i rozstały się, każda ze swoim klientem. Tabram udała się w kierunku George Yard, niewielkiej alejki łączącej Wentworth Street i Whitechapel High Street i wychodzącej na Whitechapel Street w pobliżu George Yard Building. George Yard Building, niegdyś pełniły funkcję zakładu tkackiego, później zostały zamienione w kamienicę.

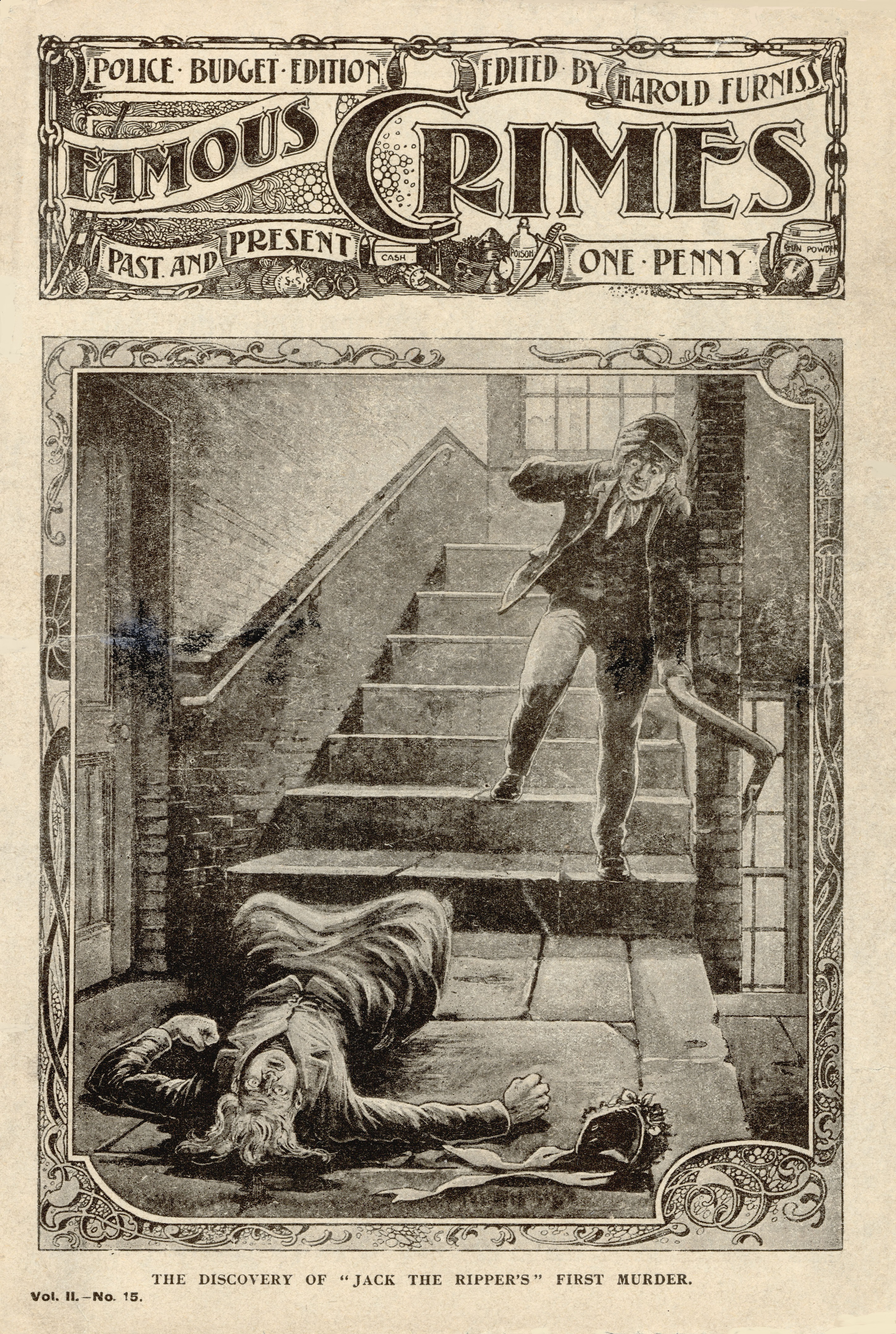
Rycina ukazująca odkrycia ciała Martha'y Tabram

We wczesnych godzinach nocnych jeden z mieszkańców George Yard Building, Francis Hewitt został obudzony przez krzyk "Morderstwo!", aczkolwiek w słynnej z przestępczości dzielnicy Whitechapel był on tak powszechny, że Hewitt nie zwróciwszy na niego większej uwagi, ponownie zasnął. Około 2 w nocy inny lokator tej kamienicy, Joseph Mahoney wraz z żoną Elizabeth Mahoney, wracał do wynajmowanego lokalu. Jak później zeznali, na klatce schodowej nie zastali nikogo. Mniej więcej w tym samym czasie, patrolujący okolicę policjant Thomas Barrett natknął się na wałęsającego się grenadiera. Spytawszy go co robi, usłyszał w odpowiedzi, że czeka na znajomego. O 3:30 inny mieszkaniec George Yard Building, Albert George Grow, pracujący jako dorożkarz, wracał obok, nie zwracając na nie większej uwagi. Dopiero o 5:00 nad ranem, idący do pracy John Saunders Reeves zorientował się, że kobieta leżąca na schodach jest martwa i sprowadził na miejsce Thomasa Barretta, który z kolei posłał po dr. Timothy'ego Roberta Killeena. Killeen przybywszy na miejsce ok. 5:30, oszacował, że śmierć miała miejsce mniej więcej trzy godziny wcześniej. Zabójca zadał ofierze łącznie 39 ciosów ostrym narzędziem. Tabram dziewięć razy była dźgnięta w gardło, pięć razy w lewe płuco, dwa razy w prawe płuco, raz w serce, pięć w wątrobę, dwa w śledzionę i sześć razy w żołądek, raniąc też jej podbrzusze i genitalia. Leżała ona na plecach, jej ubranie zostało zarzucane, odsłaniając dolną cześć ciała, w wyraźnie seksualnej pozie, jednakże Killeen nie znalazł żadnych śladów, mogących świadczyć o odbytym stosunku. Na podstawie zeznań świadków Killeen oszacował, że morderstwo miało miejsce 2:00, a 3:30 w nocy. Żaden z mieszkańców kamienicy nie widział ani nie słyszał niczego podejrzanego.
Śledztwo w sprawie śmierci Marthy Tabram, rozpoczął inspektor Metropolitan Police Service Edmund Reid. Zabrał on 7 lipca Barretta do Tower of London, gdzie stacjonował lokalny pułk grenadierów, licząc, że zidentyfikuje on mężczyznę, którego widział zeszłej nocy. Pierwsza próba ustalenia jego tożsamości zawiodła, bowiem Barrett nie rozpoznał żadnego z widzianych grenadierów. Nie poddając się, następnego dnia Barrett zaangażował paradę całego wojska. Tym razem Barrett wskazał na jednego z żołnierzy, jednak przyjrzawszy się bliżej, wycofał się i wybrał innego, Johna Leary. Uzasadnił to tym, że widziany przez niego w George Yard mężczyzna nie posiadał odznaczeń, w przeciwieństwie do wskazanego na początku. Leary zeznał, że noc morderstwa, spędził ze swoim znajomym Private Law w Brixton pijąc. Później zgubili się nawzajem i dopiero po przejściu dłuższego dystansu, spotkali w Straw ok. 4:30, po czym udali się na ostatniego drinka do Billingsgate i wrócili do Tower. Law został przesłuchany niezależnie. Jego wersja wydarzeń dokładnie odpowiadała zeznaniom jego towarzysza, Reid, na podstawie zgodności ich zeznań, potwierdzającej ich wiarygodność, a także niepewności identyfikacji Barretta, wykluczył ich z dochodzenia.
Inny żołnierz stacjonujący w Tower, kapral Benjamin, który nocą 7 sierpnia opuścił pułk bez stosownego zezwolenia, został również przesłuchany, aczkolwiek po przedstawieniu mocnego alibi, zwolniony.
Bardziej problematyczna okazała współpraca z Mary Ann Connelly, która początkowo ukrywała się przed policją u swojego kuzyna w pobliżu Drury Lane i dopiero 9 sierpnia zdecydowała się zeznawać. Reid zorganizował dla niej paradę pułku z Tower 10 sierpnia, jednak Connelly nie przybyła na nią. Nie zraziwszy się, inspektor zarządził kolejną paradę 13 sierpnia. Kobieta nie była w stanie rozpoznać wśród widzianych żołnierzy swoich towarzyszy, ale dodała, że nosili oni nakrycia głowy z białymi paskami, typowe dla Coldstream Guards, stacjonujących w Wellington Barracks. Dwa dni później, Connelly wzięta przez Reida do Wellington Barracks, zidentyfikowała dwóch żołnierzy, aczkolwiek obaj mieli mocne alibi (jeden przebywał w barakach, a drugi w domu z żoną).
Ciało Tabram zostało formalnie zidentyfikowane przez jej męża 14 sierpnia. W chwili śmierci miała na sobie czarny czepek, długi czarny żakiet, ciemnozieloną spódnicę, brązową halkę, pończochy i buty. Śledztwo prowadzone przez koronera George'a Colliera, zostało zamknięte 23 sierpnia, werdyktem mówiącym o morderstwie, popełnionym przez nieznanego sprawcę lub sprawców. Żadnej osoba nie została aresztowana w związku ze śmiercią Tabram, nikomu też formalnie nie postawiono zarzutów.

## Ofiara Kuby Rozpruwacza?
31 sierpnia 1888 w Whitechapel zamordowana została prostytutka Mary Ann Nichols. Na początku września 1888 w wielu londyńskich gazetach pojawiły się sugestie, że za śmierć Mary Ann Nichols, Emmy Manuel Smith i Marthy Tabram, odpowiedzialny jest ten sam morderca. Wkrótce potem doszło do kolejnych zabójstw: Annie Chapman 8 września, Elizabeth Stride i Catherine Eddowes 30 września i Mary Jane Kelly 9 listopada, które również powiązano z tajemniczą śmiercią Tabram. Do wszystkich morderstw doszło na Whitechapel wczesnym rankiem w weekend bądź święta, tudzież ich okolice, a ich ofiarami padały zubożałe prostytutki.
Na podstawie sporych podobieństw w modus operandi morderstwa Nichols, Chapman, Stride, Eddowes i Kelly powszechnie uważa się za ofiary pojedynczego seryjnego mordercy znanego jako Kuba Rozpruwacz. Związek śmierci Smith z "kanoniczną piątką ofiar" (jak określa się wyżej wspomniane zabójstwa) jest mocno wątpliwy, kobieta przed śmiercią zdążyła bowiem zeznać, że została zaatakowana przez trzyosobowy gang, a najprawdopodobniej motywem zbrodni wydaje się rabunek, tudzież chęć zemsty/zastraszenia przez sutenerów. Bardziej kontrowersyjny jest przypadek Marthy Tabram, Opinie są tutaj podzielone. Wielu badaczy wątpi, by Tabram padła ofiarą tego samego mordercy, co "kanoniczną piątka", gdyż została ona zadźgana, podczas gdy pozostałe ofiary zginęły w wyniku podcięcia gardła, nie doszło też do pośmiertnego rozprucia brzuchy i wyprucia wnętrzności, charakterystycznego dla Kuby Rozpruwacza. Zwraca się również uwagę, że sekcja zwłok Tabram przeprowadzona przez dr Killeena wskazała, że została ona zamordowana przy użyciu dwóch rodzajów broni – jedna z ran, docierająca aż do mostka musiała być zadana ostrzem dłuższym i szerszym niż pozostałe (być może sztyletem lub bagnetem), które mogły być z kolei spowodowane ostrzem węższym. W związek śmierci Tabram z zabójstwami "kanonicznej piątki" powątpiewał jako pierwszy zaangażowany w śledztwo dotyczące Rozpruwacza konstabl Melville Macnaghten. W 1894 w opublikowanym przez niego memorandum, pojawiło się stwierdzenie, że Tabram została zamordowana przez niezidentyfikowanego żołnierza bądź żołnierza.
Niektórzy badacze postrzegają jednak Marthę Tabram jako prawdopodobna ofiarę Kuby Rozpruwacza. Stanowisko to przyjęli np. Philip Sugden w The Complete History of Jack the Ripper  i Sean Day w opublikowanym pod redakcją Petera Underwooda monografii Jack the Ripper: One Hundred Years of Mystery. Podkreślają oni, że Tabram z żołnierzem była widziana po raz ostatni ok. 11;45, a zamordowana została między 2:00 a 3:30, co daje odstęp czasowy wynoszący co najmniej dwie godziny, podczas których mogła ona pożegnać żołnierza i odszukać innego klienta. Argumentują też, że opinia Macnaghtena ma niewielką wartości, gdyż do śledztwa dołączył on dopiero rok po jego rozpoczęciu, a jego notatki stanowią tylko odzwierciedlenie prywatnych poglądów niektórych policjantów, ponadto zawierają dużo błędów faktograficznych. Seryjni mordercy często zmieniają broń, bądź modyfikują swój modus operandi, co widać także w przypadku Kuby Rozpruwacza, którego kolejne ofiary były coraz brutalniej okaleczane. "Kanoniczną piątkę" zamordowano mniej więcej na południu, północy, wschodzie i zachodzie Whitechapel, a Tabram blisko ich geograficznego centrum. Możliwe więc, że zabójstwo Tabram było jedną z pierwszych zbrodni Kuby Rozpruwacza, popełnionych zanim wypracował on swój charakterystyczny modus operandi.